# Con Morse
|  | Per a altres significats, vegeu «Morse». |

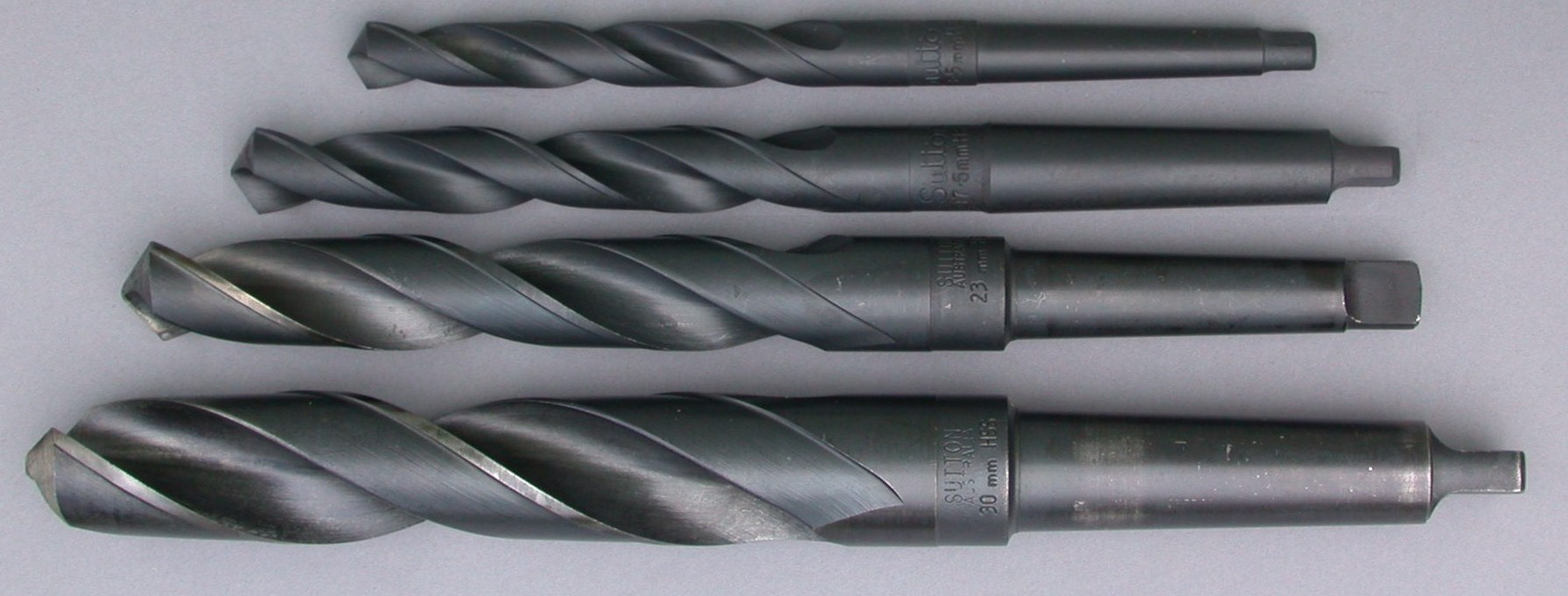
Broques amb mànec de con Morse.

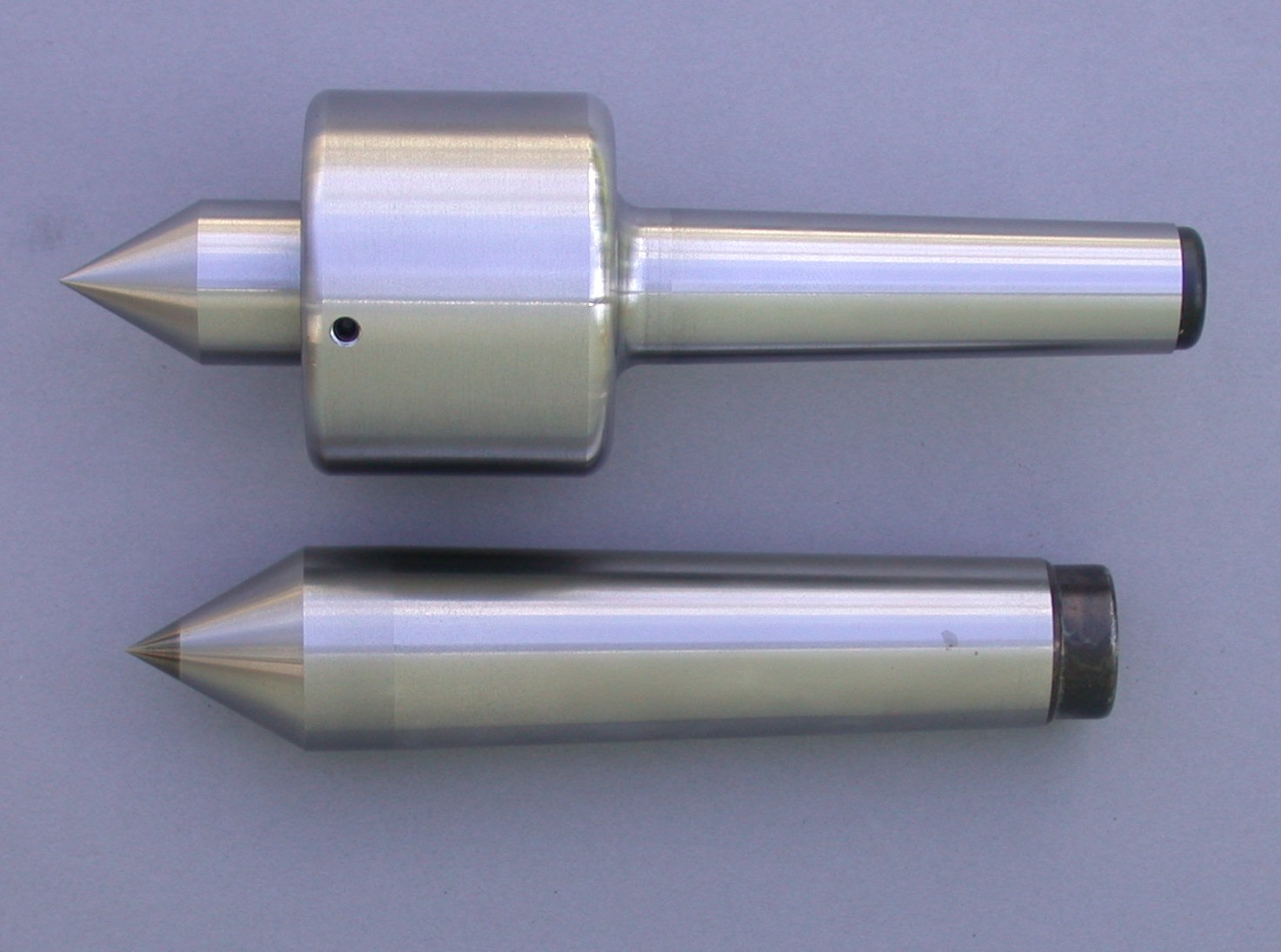
Contrapunt de torn amb con Morse.

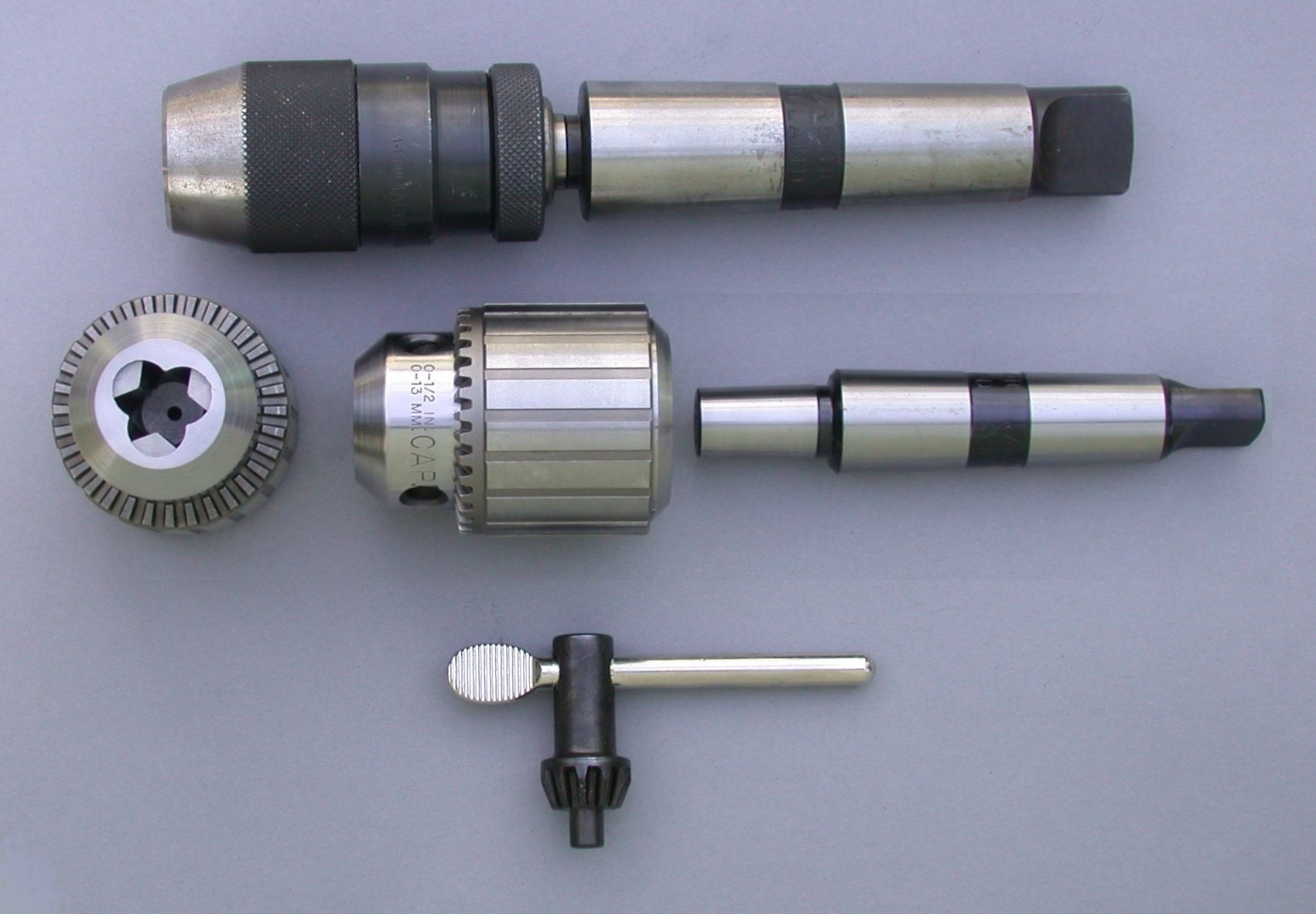
Portabroques amb con morse

Es denomina  con Morse  al mètode d'acoblament cònic més àmpliament utilitzat en torns i trepants perquè s'hi acoblin els portabroques, o directament les broca els seus altres elements de major diàmetre, el mànec sigui també un con Morse.
Va ser proposat per Stephen A. Morse aproximadament en 1864.
Els cons Morse són de col·locació ràpida i senzilla. Es fabriquen amb acer temperat i dur.
Les dimensions dels cons Morse es troben en els prontuaris de mecanitzat. Estan normalitzats pel que fa a conicitat i longitud, dividit en vuit mides, Con Morse 0, Con Morse 1, Con Morse 2, Con Morse 3, Con Morse 4, Con Morse 5, Con Morse 6 i Con Morse 7.

## Mida
| Con Morse | Angulo   | D      | D 1  | d    | d 1 | d 2  | d 3 max | d 4 max | d 5   | l 1 max | l 2 max | l 3 max | l 4 max | l 5 min | l 6 |
| --------- | -------- | ------ | ---- | ---- | --- | ---- | ------- | ------- | ----- | ------- | ------- | ------- | ------- | ------- | --- |
| 0         | 1:19,212 | 9,045  | 9,2  | 6,4  | -   | 6,1  | 6       | 6       | 6, 7  | 50      | 53      | 56,3    | 59,5    | 52      | 49  |
| 1         | 1:20,047 | 12,065 | 12,2 | 9,4  | M6  | 9    | 8,7     | 9       | 9, 7  | 53,5    | 57      | 62      | 65,5    | 56      | 52  |
| 2         | 1:20,020 | 17,780 | 18   | 14,6 | M10 | 14   | 13,5    | 14      | 14,9  | 64      | 69      | 75      | 80      | 67      | 62  |
| 3         | 1:19,922 | 23,825 | 24,1 | 19,8 | M12 | 19,1 | 18,5    | 19      | 20,2  | 80,1    | 86      | 94      | 99      | 84      | 78  |
| 4         | 1:19,254 | 31,267 | 31,6 | 25,9 | M16 | 25,2 | 25,2    | 24      | 26,5  | 102,5   | 109     | 117,5   | 124     | 107     | 98  |
| 5         | 1:19,002 | 44,399 | 44,7 | 37,6 | M20 | 36,5 | 35,7    | 35,7    | 38,2  | 129,5   | 136     | 149,5   | 156     | 135     | 125 |
| 6         | 1:19,180 | 63,348 | 63,8 | 53,9 | M24 | 52,4 | 51      | 51      | 54, 6 | 182     | 190     | 210     | 218     | 188     | 177 |
| 7         | 1:19,231 | 83,058 | -    | -    | -   | -    | -       | -       | -     | -       | -       | -       | -       | -       | -   |

Existeixen adaptadors de con Morse, denominats  reductors , que permeten la col·locació de broques o elements amb con de nombre inferior en un allotjament el con Morse sigui superior.